# Waterstoniella borneana
Waterstoniella borneana is een vliesvleugelig insect uit de familie vijgenwespen (Agaonidae). De wetenschappelijke naam is voor het eerst geldig gepubliceerd in 1982 door Jacobus Theodorus Wiebes.